# Bulduri

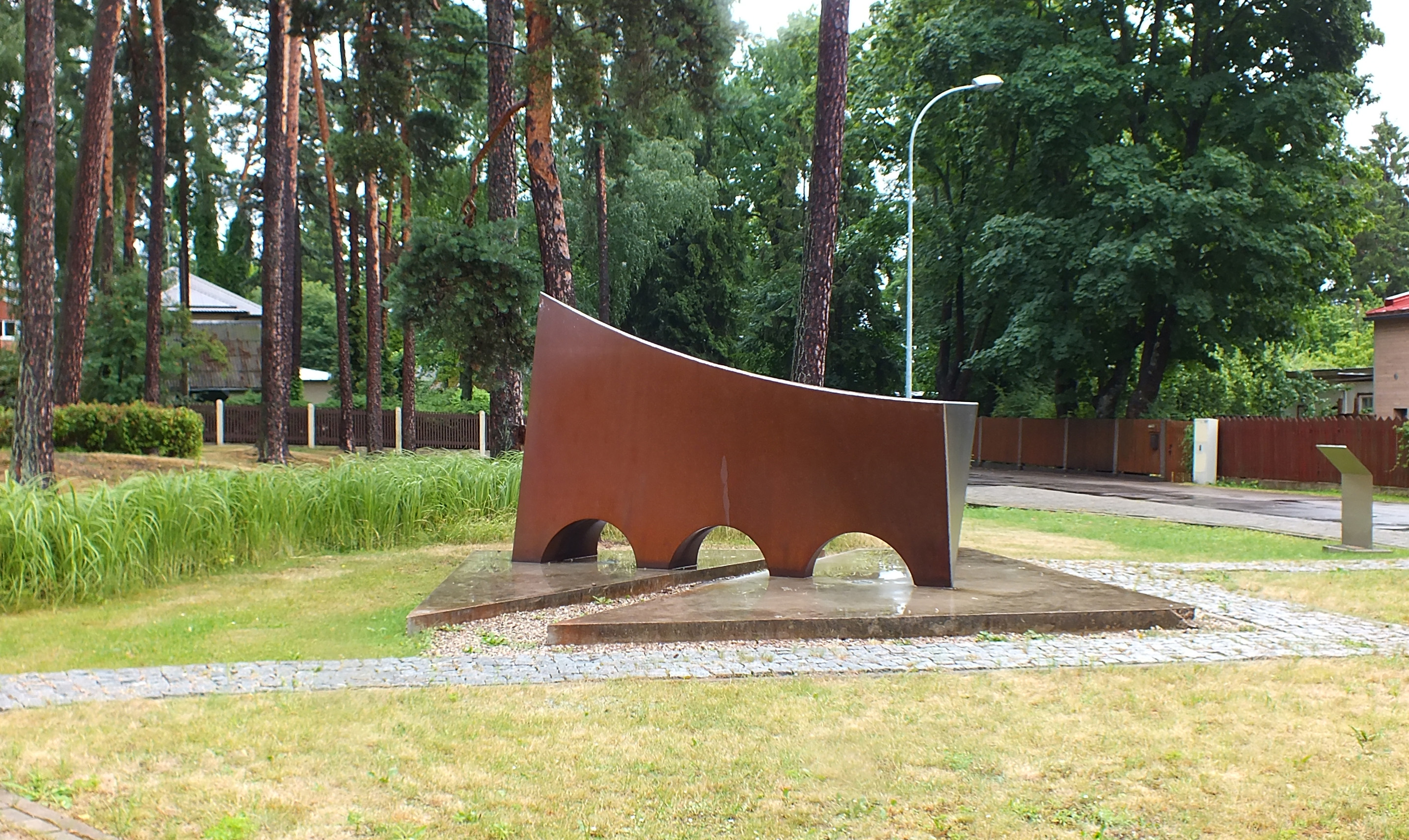
Monument à la lutte pour l'indépendance de Lettonie.

Bulduri  est une commune sur le littoral de Riga en Lettonie faisant partie depuis 1920 de l’ensemble de Jurmala qui rassemble les anciens fiefs de Majorenhof (Majori (en)) et Edimburg (Dzintari (en)). Bulduri est située entre le golfe de Courlande et le fleuve Lielupe.

## Historique
Bilderlingshof, le nom porté par la commune au temps du duché de Courlande jusqu'au début du XXe siècle, apparaît sur la plupart des cartes géographiques des pays baltes et tout d'abord en 1747 sur la carte de Barnikel jusqu'à la carte Estland - Lettland - Litauen de l'Atlas pratique de Stieler datant de 1930, en passant par les cartes de Rücker en 1847, 1856 et 1914. 
Bilderlingshof est cité comme un rittergut (de) (fief) dans la plupart des études géographiques sur les fiefs baltes soit au titre de la Courlande soit au titre de la Livonie. Le Adreβ-Buch de Livonie en 1840 par Andreas Fedorovich von Budberg-Bönninghausen, le Materialien zu einer Geschichte der Landgüter Livlands de 1836 par Heinrich von Hagemeister (de), les Nordische Miscellaneen (de) de August Wilhelm Hupel (de) et plus récemment le Baltisches historisches Ortslexikon: Lettland (Südlivland und Kurland) de Hans Feldman.
Les nombreuses cartes postales sur Bilderlingshof éditées dans les années 1900 montrent principalement la plage, le pont de chemin de fer, la station de chemin de fer, la rue principale, la rue principale, l’hôtel Bilderlingshof, l’église luthérienne… Bilderlingshof faisait en effet partie du « Saint Tropez » de Courlande où se baignaient nombre d’estivants.

## Origine
Bilderlingshof est le nom du fief que Johan von Büldring (Johan Buldrinck) a reçu de Walter de Plettenberg, grand maître de l’Ordre Teutonique de Livonie, le 10 mars 1495. Le nom de Bilderlingshof pour le fief sera fixé à la fin du XVIe siècle. 

## Histoire
Le fief, qui fait de Johan un vassal de l’Ordre Teutonique est assorti du droit de prélèvement d’un péage pour le passage des cavaliers et des chariots sur le pont qui permet à la via magna qui mène de Riga à la presqu’île de Courlande, de franchir la Aa. 
Le château-commanderie Hof auf der Aa qui sera construit sur le fief en même temps que Walter de Plettenberg fait reconstruire en 1496 la forteresse de Riga après sa victoire de Bukulti contre l’évêque de Riga et les habitants de Riga est une des cinq défenses stratégiques occidentales de la ville de Riga pour l’Ordre Teutonique. Il est en effet situé sur le territoire de la ville de Riga convoité par les russes et une zone frontière disputée entre l’Ordre Teutonique et l’évêché de Riga au XVe siècle et XVIe siècle puis entre le duché de Courlande, vassal de la Pologne, et la Livonie sous contrôle suédois au XVIIe siècle et XVIIIe siècle.
Le château-commanderie sera détruit dans les années 1560 au moment des invasions russes et des tentatives de prise de la ville de Riga. En 1620, au moment de la république nobiliaire de Courlande et de la création du Matricule nobiliaire de Courlande, il ne restait que les ruines de la chapelle du château.
En 1630, les descendants de Johan, Hermann et Wolter von Büldring vendent le fief au duc de Courlande, Friedrich et à partir de ce moment Bilderlingshof devient un domaine ducal : Büldringshof, Biltingshof, puis Bildringshof et enfin Bilderlingshof.
Bilderlingshof en 1796 devient un domaine impérial russe.
Vers 1840, Bilderlingshof voit le côté plage (Badeort, Neue-Bilderlingshof) s’étendre avec de multiples villas nouvelles suivant la mode balnéaire en laissant le Alt-Bilderlingshof voir se construire un manoir qui abritera plus tard une école d’horticulture sur l’emplacement du château, côté fleuve.
À partir de 1877, les cartes montrent que la ligne de chemin de fer Riga-Tuckum possède un arrêt à Bilderlingshof qui dessert les plages.